# Červenohorské sedlo

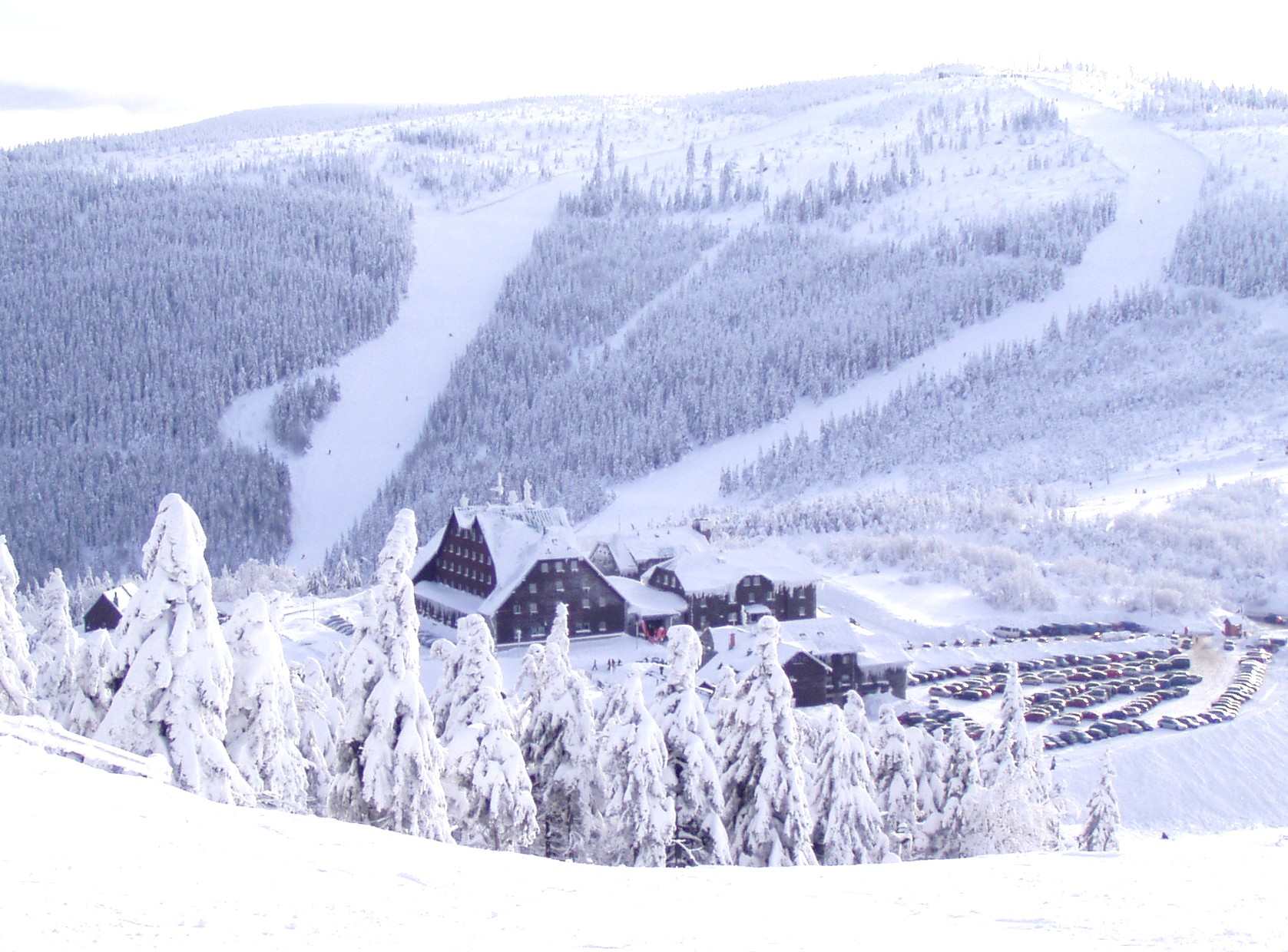

Červenohorské sedlo (letterlijk: "Zadel in de Rode bergen") is een populair wintersportgebied in het Jeseniky-gebergte in Tsjechië. Het bevindt zich op 1013 meter hoogte op een belangrijke bergovergang (autoweg 1/44),een historische grens tussen Moravië en Silezië.
Het skigebied ligt 6 kilometer ten noorden van de plaats Kouty nad Desnou, waar zich het eindstation bevindt van trein 293. Vanaf dit station kan men met de bus of auto verder reizen naar het skigebied.
Červenohorské sedlo heeft zeven skiliften en vier skipistes, welke in hoogte variëren van 862 tot 1164 meter NAP. Er zijn goede sneeuwvoorwaarden, en het winterseizoen duurt van half december tot eind maart. Het skigebied bestaat uit een noordelijk (moeilijker) deel en een zuidelijk (makkelijker) gedeelte.
Vanaf Červenohorské sedlo lopen wandelpaden naar andere bergen, waaronder de Praděd (hoogte 1491 m) en de Šerák (1351 m).
Vanaf de 19de eeuw stond er in Červenohorského sedlo een herberg voor wintersporters. Tegenwoordig staat er een hotel, een restaurant en er zijn diverse vakantiewoningen en appartementen.
Doordat de weg 1/44 aan beide kanten van Červenohorské sedlo snel stijgt en veel haarspeldbochten heeft, is hij ’s winters vaak alleen berijdbaar met behulp van sneeuwkettingen.

## Trekvogels
Červenohorské sedlo is een belangrijke plaats voor trekvogels, omdat zich hier een verlaagde plek in de bergkam van de Jeseniky bevindt, zodat de vogels er de bergkam overvliegen. Vanaf 2010 vindt er in de wintermaanden het ringen van deze trekvogels plaats, om te weten te komen om welke soorten vogels het gaat en de trek van elke vogelsoort apart te bepalen. Dit onderzoek heeft belangrijke gegevens opgeleverd voor bijvoorbeeld de trek van de houtsnip.